# Памятник Василию Ремеслу
Памятник Василию Ремеслу — монумент, установленный в городе Пирятине в 1982 году в честь учёного Академии Наук СССР, дважды Героя Социалистического Труда и заслуженного деятеля науки УССР Василия Николаевича Ремесла. Авторы скульптуры А. П. Витрик, В. В. Сухенко, архитекторы Ю.Чеканюк, Ю. Набок.

## История
В 1982 году в городе Пирятине Полтавской области был установлен памятник учёному Василию Николаевичу Ремеслу. Он родился в Пирятинском районе, был директором Мироновского института селекции и семеноводства пшеницы, разработал новые методы селекции. Стал автором 17 сортов озимой пшеницы. В 1963 году получил Ленинскую премию. В 1966 и 1977 году становился дважды Героем Социалистического Труда. Стал заслуженным деятелем науки УССР. В 1979 году Василий Ремесло получил Государственную премию УССР. Учёный работал в Украине, Дагестане, в Москве, на Волге. Был агрономом и селекционером ВАСХНИЛ.
Авторами памятника учёному в Пирятине Полтавской области стали скульпторы Александр Павлович Витрык и В. В. Сухенко, а архитекторами — Ю. Чеканюк и Ю. Набок.
Памятник был изготовлен из бронзы, и установлен на постаменте, изготовленном из гранита (высота 2,8 метра). Площадка вблизи памятника выложена гранитными плитами.
10 февраля 2017 года во время торжеств, организованных к 110-летию со дня рождения учёного, к монументу было организовано возложение цветов.
Памятник Василию Ремеслу — один из монументов в городе, установленных во времена СССР.